# Ernst Lohrmann

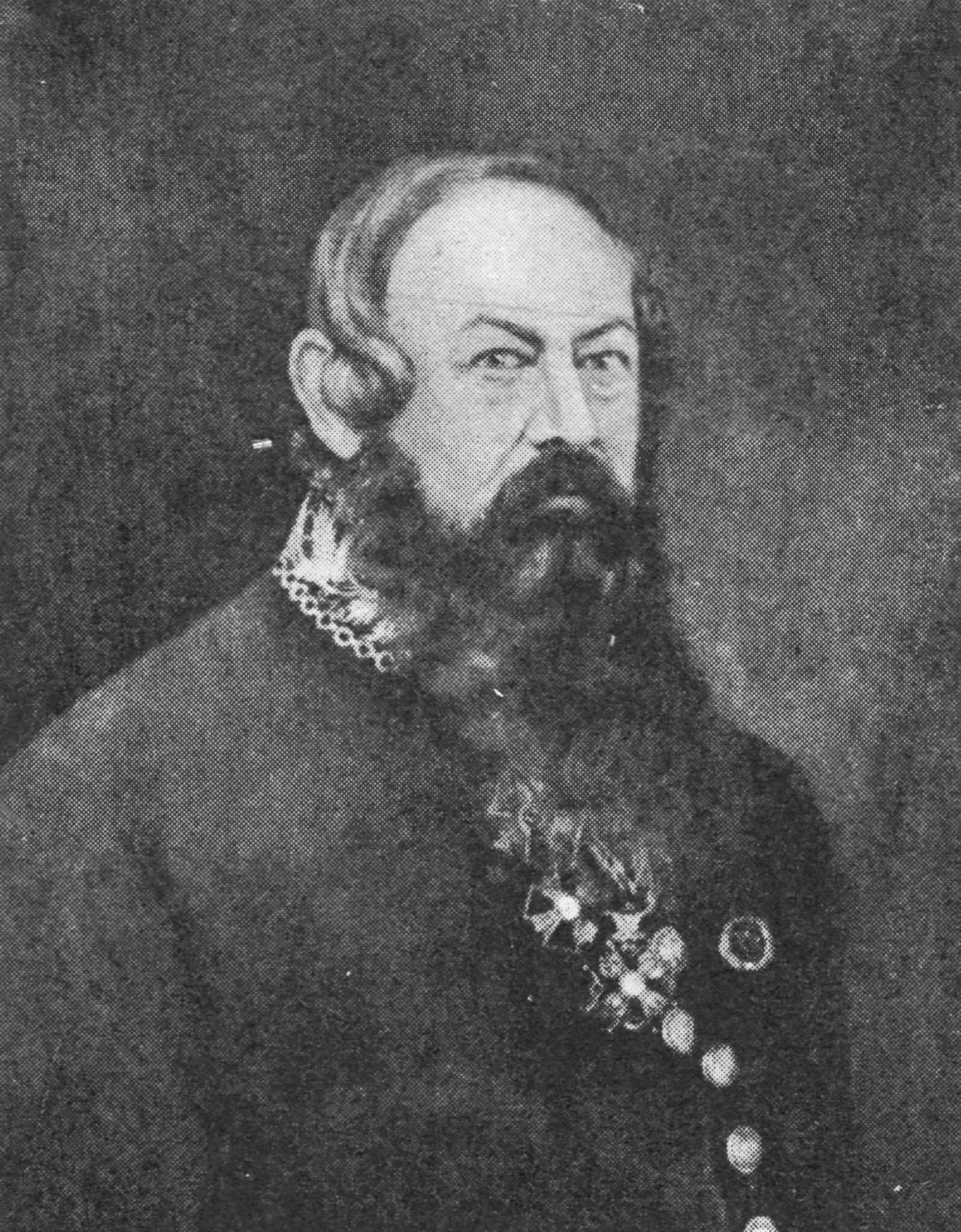
Ernst Lohmann

Ernst Bernhard Lohrmann, född 30 juni 1803 i Westfalen, död 17 juni 1870 i Stockholm, var en tyskfödd finländsk arkitekt. Som arkitekt koncentrerade Lohrmann sig speciellt på kyrkor och offentliga byggnader. Han arbetade även som direktör för intendentkontoret och senare som överdirektör för Överstyrelsen för allmänna byggnaderna. 

## Verk
- Villa Hagasund, Helsingfors, 1843
- Lappfjärds kyrka, Lappfjärd, 1851
- Utsjoki kyrka, Utsjoki kommun, 1853
- Sankt Henriks katedral, Ulrikasborg, Helsingfors, 1860
- Kristinestads rådhus, Kristinestad, 1865

## Bilder

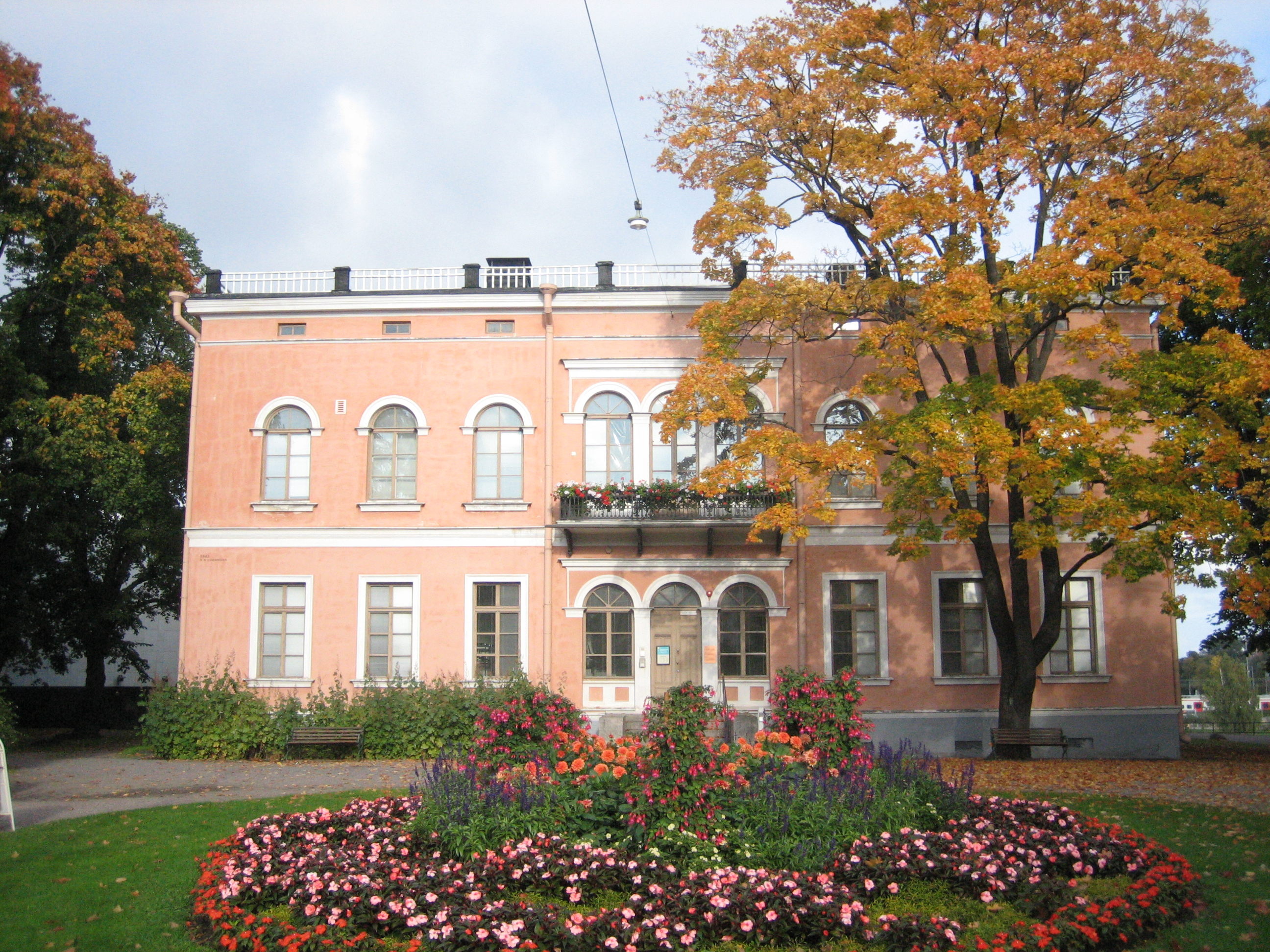
Villa Hagasund
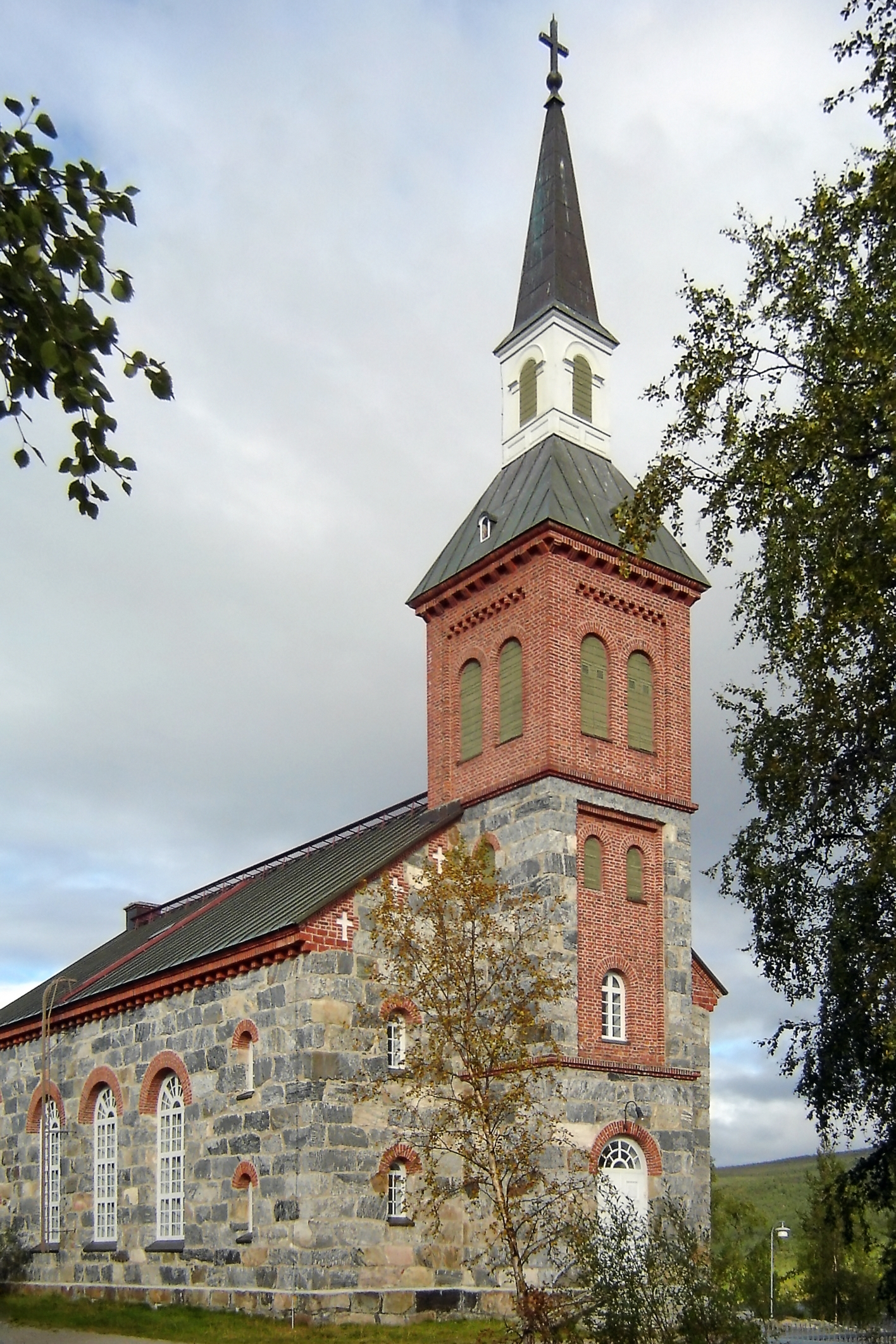
Utsjoki kyrka
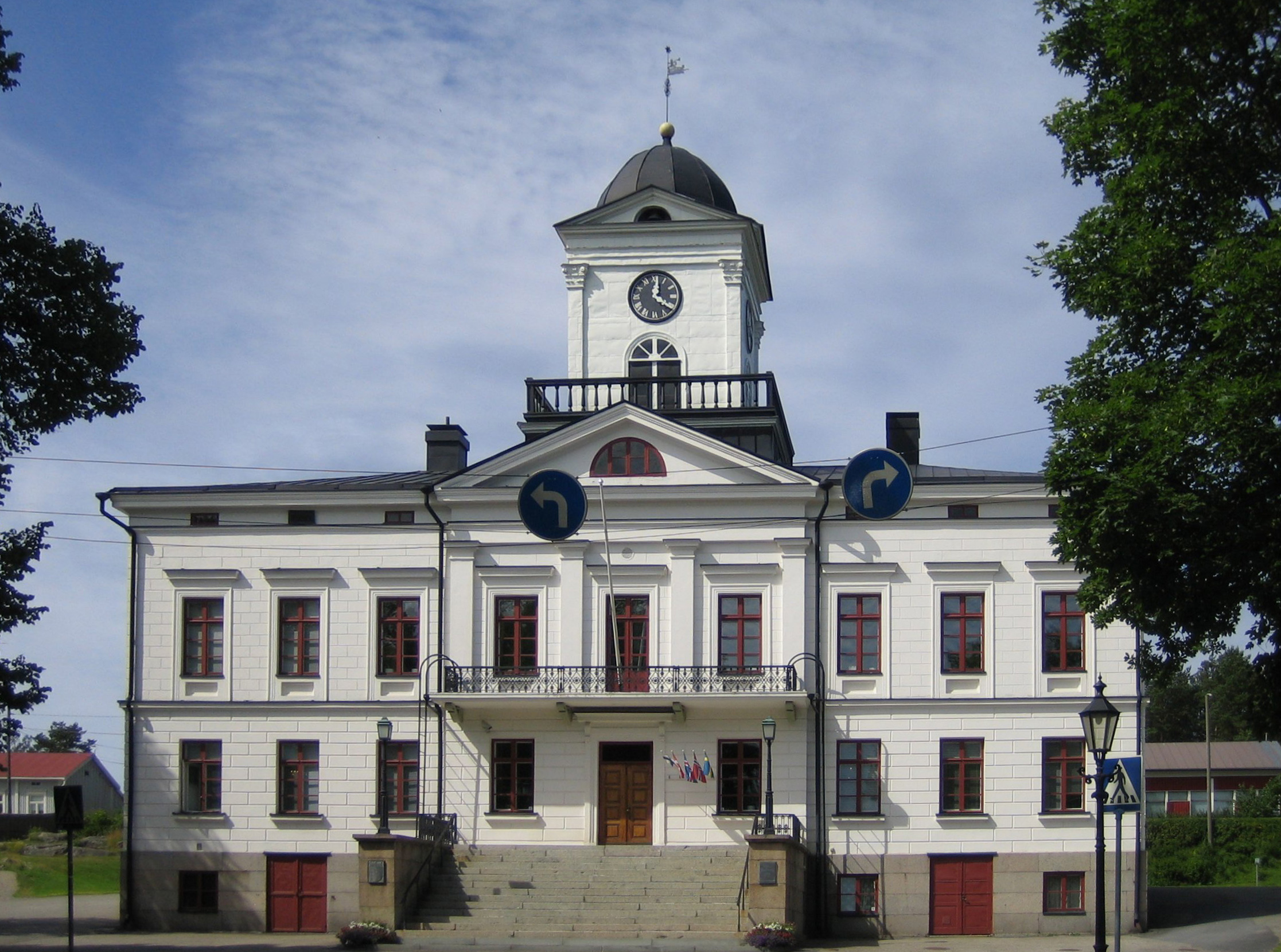
Kristinestads rådhus
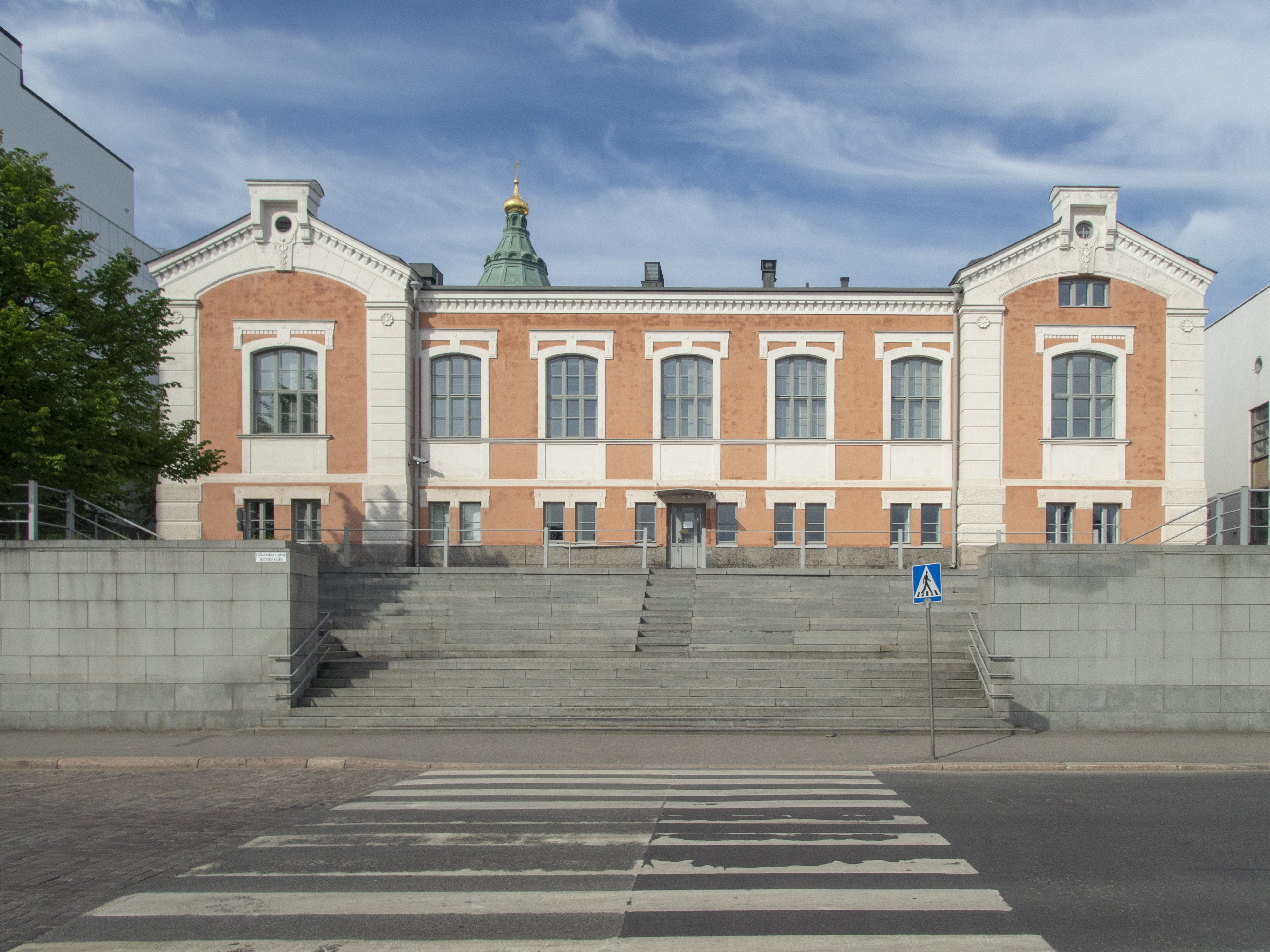
Myntverket, Helsingfors